# 真歇清了
真歇清了（しんけつ せいりょう）は、中国の南宋の曹洞宗の僧。俗姓は雍。曹洞宗十世。

## 略歴
元祐4年（1089年）、綿州竜昌県で生まれた。11歳の時聖果寺で出家し、清俊に師事して禅宗を学んだ。18歳は具足戒を受ける。その後、三峡を出て鄧州に行き、丹霞子淳に師事。その後、真歇清了は五台山と汴京を旅した。26歳で、真州（現在の江蘇省儀徴市）長蘆寺の祖照禅師の侍者となった。35歳、長蘆寺の住職に就任。建炎2年（1128年）、靖康の変が勃発した後、真歇清了は戦火を逃れて普陀山に来た。その後宝陀観音寺（現在の普済寺）の住職になった。真歇清了は台州の天封寺、福州の雪峰寺の住職も務めた。
紹興21年10月1日（1151年11月10日）、62歳入滅。宝陀観音寺にて示寂。諡号は悟空禅師。